# Loughgall Football Club
El Loughgall Football Club es un club de fútbol de Irlanda del Norte, con sede en Loughgall, Condado de Armagh. Fue fundado en 1967, y compite en la NIFL Championship, segunda categoría del fútbol norirlandés.

## Historia
Fue fundado en el año 1967 en el poblado de Loughgall y en 1991 fue aceptado en la desaparecida tercera división nacional. En 2004 adquiere su estatus de equipo profesional luego de lograr el ascenso a la NIFL Premiership donde permaneció por tres temporadas.
Fueron campeones dos veces más de la segunda categoría pero no lograron el ascenso. En 2018 accede a las semifinales de la Copa de Irlanda del Norte al vencer por 2-1 al Glenavon FC. En abril de 2023 el club regresa a la NIFL Premiership, con lo que el poblado de Loughgall se el poblado más pequeño de Europa en tener a un equipo de fútbol en una liga de primera división.

## Entrenadores
- Noel Willis (1967-70)
- George Willis (1970-76)
- Sam Robinson (1977-81)
- Raymond Nesbitt (1983-84)
- Willie Forbes (1984-85)
- Alfie Wylie (1986-99)
- Alan Fraser (1999)
- Ronnie Cromie (1999-01)
- Jimmy Gardiner (2001-06)
- Shane Reddish (2006-07)
- Niall Currie (2007-11)
- Colin Malone (2011-13)
- Gary McKinstry (2013)
- Brian Adair (2013-14)
- Noel Mitchell (2015)
- Stephen Uprichard y Steven Hawe (2015-16)
- Dean Smith (2016-)

## Palmarés

### Torneos nacionales
- Segunda División (1): 2022-23

### Torneos regionales
- Mid-Ulster Cup (3): 2003-04, 2007-08, 2019-20